# Wallace Breem
Wallace Breem (1926-1990) fue un escritor y bibliotecario inglés de la Inner Temple Library. Es conocido principalmente por haber cultivado durante su vida la novela histórica, escribiendo en el género clásicos en la literatura inglesa como El águila en la nieve (Eagle in the Snow).
A los 18 años Breem ingreso en la academia de oficiales del ejército en la India y en 1945 fue destinado como oficial al Cuerpo de Guías, un unidad de élite de la caballería destacada en la frontera noroeste de la India. Tras licenciarse en 1947 Breem volvió a Inglaterra, ocupándose en una gran variedad de empleos como el de trabajador de curtidos, ayudante de veterinario, etc. En 1950 pasaría a trabajar de bibliotecario en la Inner Temple de Londres.
Fue miembro fundador de la British and Irish Association of Law Librarians (BIALL) obteniendo los cargos de secretario, tesorero, vicepresidente y presidente.
Entre sus relatos históricos destaca El águila en la nieve (1970-1971), considerada por algunos como «la mejor novela histórica ambientada en la época de la caída del Imperio romano». El águila en la nieve se sitúa a finales del siglo IV y principios del siglo V y relata la historia del general romano Paulino Gayo Máximo y su amigo Quinto Veronio, encargados de la defensa del Muro de Adriano y como estos deben trasladarse junto con su legión a las frontera norte del Imperio romano para defender la Galia de las invasiones de los bárbaros.